# جوناثان تشارني
جوناثان تشارني (بالإنجليزية: Jonathan Charney)‏ هو أستاذ جامعي أمريكي، ولد في 1943 في نيويورك في الولايات المتحدة، وتوفي في 7 سبتمبر 2002 في ناشفيل في الولايات المتحدة.